# Конельська сільська рада
Коне́льська сільська́ ра́да — адміністративно-територіальна одиниця та орган місцевого самоврядування в Жашківському районі Черкаської області. Адміністративний центр — село Конела.

## Загальні відомості
- Населення ради: 651 особа (станом на 2001 рік)

## Населені пункти
Сільській раді були підпорядковані населені пункти:
- с. Конела

## Склад ради
Рада складалася з 14 депутатів та голови.
- Голова ради: Ліснічук Микола Прокопович
- Секретар ради: Куць Тамара Михайлівна

### Керівний склад попередніх скликань
| Прізвище, ім'я, по батькові | Основні відомості                                                 | Дата обрання | Дата звільнення |
| --------------------------- | ----------------------------------------------------------------- | ------------ | --------------- |
| Ліснічук Микола Прокопович  | Сільський голова, 1959 року народження, безпартійний              | 26.03.2006   | 31.10.2010      |
| Ліснічук Микола Прокопович  | Сільський голова, 1958 року народження, освіта вища, безпартійний | 31.10.2010   |                 |

Примітка: таблиця складена за даними сайту Верховної Ради України

### Депутати
За результатами місцевих виборів 2010 року депутатами ради стали:

#### За суб'єктами висування
| Суб'єкт висування | Кількість обраних депутатів | %  |
| ----------------- | --------------------------- | -- |
| Партія регіонів   | 7                           | 50 |
| Самовисування     | 7                           | 50 |

#### За округами
| № округу        | Прізвище, ім'я, по батькові     | Дата визнання обраним | Освіта  | Партійна приналежність             | Відомості про обраного депутата                                       |
| --------------- | ------------------------------- | --------------------- | ------- | ---------------------------------- | --------------------------------------------------------------------- |
| Партія регіонів |                                 |                       |         |                                    |                                                                       |
| 4               | Бедрій Ігор Миколайович         | 01.11.2010            | вища    | позапартійний                      | приватний підприємець                                                 |
| 8               | Годована Людмила Петрівна       | 01.11.2010            | вища    | позапартійна                       | Конельська сільська рада, бухгалтер                                   |
| 9               | Левосюк Людмила Олександрівна   | 01.11.2010            | вища    | позапартійна                       | Конельська загальноосвітня школа І-ІІІ ст., директор                  |
| 10              | Редванський Олексій Миколайович | 01.11.2010            | вища    | позапартійний                      | Конельська сільська рада, землевпорядник                              |
| 12              | Гулько Ольга Степанівна         | 01.11.2010            | середня | позапартійна                       | будинок культури, директор                                            |
| 13              | Скрекотень Петро Володимирович  | 01.11.2010            | вища    | позапартійний                      | тимчасово не працює                                                   |
| 14              | Куць Тамара Михайлівна          | 01.11.2010            | вища    | позапартійна                       | Конельська сільська рада, сільський голова                            |
| Самовисування   |                                 |                       |         |                                    |                                                                       |
| 1               | Хоменко Микола Васильович       | 01.11.2010            | середня | позапартійний                      | приватний підприємець                                                 |
| 2               | Фуркало Микола Васильович       | 01.11.2010            | середня | позапартійний                      | тимчасово не працює                                                   |
| 3               | Шкредь Василь Іванович          | 01.11.2010            | середня | позапартійний                      | тимчасово не працює                                                   |
| 5               | Дергун Алла Анатоліївна         | 01.11.2010            | середня | член Соціалістичної партії України | «Агро-Вільд України», регіональний представникземельних паїв          |
| 6               | Олійник Олександр Олексійович   | 01.11.2010            | середня | позапартійний                      | приватний підприємець                                                 |
| 7               | Гульоватий Микола В'ячеславович | 01.11.2010            | середня | позапартійний                      | Конельська загальноосвітня школа І-ІІІ ст., оператор газової котельні |
| 11              | Ващук Тамара Миколаївна         | 01.11.2010            | середня | позапартійна                       | Дитяча дошкільна установа, завідувачка                                |